# Biroa
Biroa is een geslacht van rechtvleugeligen uit de familie sabelsprinkhanen (Tettigoniidae). De wetenschappelijke naam van dit geslacht is voor het eerst geldig gepubliceerd in 1903 door Bolívar.

## Soorten
Het geslacht Biroa omvat de volgende soorten:
- Biroa atrospinosa Bolívar, 1903
- Biroa carinata Bolívar, 1903
- Biroa curvicauda Willemse, 1961
- Biroa maculiventris Bolívar, 1911
- Biroa zimmermanni Willemse, 1951